# Giacomo Zane
Giacomo Zane est un poète italien né le 20 décembre 1529 et décédé le 6 novembre 1560.

## Biographie
Giacomo Zane nait en 1529, à Venise, d’une famille patricienne qui comprend plusieurs autres écrivains, ainsi que des soldats et des magistrats. Initié de bonne heure dans les sciences et dans les arts libéraux, il ne s’attache qu’à la poésie. Étant conseiller à la Canée, il occupe ses loisirs en composant une tragédie, Mèlèagre ; et deux poèmes in ottava rima : l’Art d’aimer, imité d’Ovide, et Xercès vaincu par les Grecs. Mais c’est surtout comme poète lyrique que Zane acquiert une grande réputation. Les critiques italiens le placent à côté de leurs meilleurs écrivains en ce genre. Il meurt en novembre 1560, étant âgé de 31 ans. On trouve quelques pièces de Zane parmi les Rime diverse de Ludovico Dolce, Venise, 1551, in-8°. Ses Rime et ses Sonetti ont été recueillis par Dionigi Atanagi, Venise, 1561 ou 1562, in-8°. Les exemplaires avec cette dernière date contiennent la vie de l’auteur, par Girolamo Ruscelli.